# Slagelse FH
Slagelse Forenede Håndboldklubber, förkortat Slagelse FH, är en handbollsklubb från Slagelse i Danmark. Mellan 2005 och 2008 kallades damlaget Slagelse DT (förkortning för Dream Team). Anja Andersen tränade laget 2000–2008, då laget var mycket framgångsrikt. Man blev bland annat danska mästare tre gånger (2003, 2005 och 2007) och vann Champions League tre gånger (2004, 2005 och 2007). Klubben gick i konkurs i februari 2013.

## Meriter
Inhemskt
- Danska mästare: 2003, 2005, 2007
- Danska cupmästare: 2002

Internationellt
- Champions League: 2004, 2005, 2007
- EHF-cupen: 2003

## Spelare i urval
- Camilla Andersen (2001–2004)
- Rikke Hörlykke (2004-2006)
- Ausra Fridrikas (2002–2005)
- Cecilie Leganger (2004–2008)
- Carmen Amariei (tidigare Lungu; 2005–2007)
- Mette Melgaard (2001–2008)
- Bojana Popović (tidigare Petrović; 2002–2007)
- Maja Savić (2004–2008)
- Emilija Turej (2005–2008)